# Pterostichus burkhan
Pterostichus burkhan — вид жуків роду Птеростих (Pterostichus) родини Туруни (Carabidae).

## Поширення
Вид описаний у 2005 році з Читинської області (Забайкалля, Східний Сибір).

## Спосіб життя
Мешкає у степовій зоні на болотистій місцевості у підстилці під торішніми рослинами.